# Bas Jongenelen
Adrianus Johannes Bastianus Jongenelen, conhecido por Bas Jongenelen, (Roosendaal, 1968) é um escritor, poeta, professor e editor holandês. Sua obra muito diversificada inclui romances, coleções de poemas, livros infantis, livros científicos (populares) e livros didáticos educacionais.

## Biografia
Bas Jongenelen se formou em Werther Nieland por Gerard Reve e obteve seu doutorado em 2019 sobre humor na Holanda moderna. Anteriormente, ele trabalhou como professor de holandês no Johan de Witt-gymnasium em Dordrecht e trabalha como professor na Universidade de Ciências Aplicadas Fontys em Tilburg desde 2005, onde leciona literatura holandesa.

## Trabalho
Os romances de Bas Jongenelen geralmente têm um forte caráter experimental, enquanto como poeta ele prefere o soneto clássico. Tanto sua prosa quanto sua poesia são caracterizadas por um humor suave, porém idiossincrático, às vezes até absurdo, e um forte senso de perspectiva.
Além de livros com seu próprio nome, Bas Jongenelen publicou vários títulos com outros escritores e compilou várias coleções de poemas.
Ele escreveu várias coleções de poemas junto com a poetisa de Rotterdam-Zeeland Anne-Marie Maartens. 
Com Martijn Neggers e a colaboração de outros 55 poetas, em 2016, compilou uma coroa de coroas de sonetos intitulada Een Kruisweg van alledaags leed (A Via Sacra do Sofrimento Diário), publicada em forma de livro.
Com alguns de seus alunos, ele escreveu o romance experimental As Muitas Facetas de Adrie Vermetten sob o pseudônimo de Brod Buwalski.
A obra acadêmica de Bas Jongenelen frequentemente se concentra em vários aspectos da história literária holandesa.